# ボスコ・ジュロヴスキー
ボスコ・ジュロヴスキー（マケドニア語: Бошко Ѓуровски / Boško Ǵurovski ボシュコ・ジュロフスキ、セルビア語: Бошко Ђуровски / Boško Đurovski ボシュコ・ジュロヴスキ、1961年12月28日 - ）は、元サッカー選手、サッカー指導者。ポジションはミッドフィールダー。マケドニア社会主義共和国（旧ユーゴスラビア）のテトヴォ出身で現在はセルビア国籍。弟のミルコ・ジュロヴスキーと甥のマリオ・ジュロヴスキーもサッカー指導者、元サッカー選手である。

## 経歴

### 選手歴
1978年にレッドスター・ベオグラードで選手キャリアをスタート。在籍した11年間に中心選手の一人として4度のプルヴァ・リーガ、2度のカップ制覇に貢献した。
1989年夏に、スイスのセルヴェットFCに移籍し、1993-94シーズンのリーグ制覇に貢献した。
またユーゴスラビア代表としては1982年の初代表選出から1989年まで国際Aマッチ4試合に出場。マケドニア共和国の独立後はマケドニア共和国代表として国際Aマッチ7試合出場3得点を記録した。なお、日本で開催された1979 FIFAワールドユース選手権でユーゴスラビア・ユース代表としてプレーしている。

### 指導者歴
引退後は引き続きセルヴェットFCの育成部門のコーチとなり、2001年にレッドスターにアシスタントコーチとして復帰した。
2002年にはFKラドニチュキ・オブレノヴァツ（FK Radnički Obrenovac）の監督に就任したがわずか4ヶ月で解任され、FKラド・ベオグラードのコーチとなった（ジュロヴスキはこの年の7月から10月までラドニチュキ・オブレノヴァツに所属していた）。それにも関わらず、降格が避けられなくなり、シーズン2002-2003にあと3試合を残して辞職している。
2007年3月には、ドゥシャン・バイェヴィッチの後任としてレッドスターの監督となった。ドゥシャンはシーズン2006-2007ではうまく働き、クラブをセルビア・カップ優勝へと導いた。しかし、続くシーズン2007-2008ではレッドスターの成績は思わしくなく、UEFAチャンピオンズリーグでは苦戦を強いられた。2回戦ではレバディア・タリンを相手にベオグラードでは1:0で相手を下したものの、タリンでは1:2で敗北し、ジュロヴスキはレッドスター会長のドラガン・ストイコビッチによって解雇され、ミロラド・コサノヴィッチ（Milorad Kosanović）が後任に就いた。その後もジュロヴスキはスカウトとしてクラブには留まった。
2008年より名古屋のヘッドコーチに就任。日本での登録名は「ボスコ・ジュロヴスキー」。マスコミ等では「ジュロブスキー」、またファーストネームの「ボシュコ」「ボスコ」とも表記される場合もあった。チーム戦術では主に守備を担当し、攻撃は監督のドラガン・ストイコビッチが行っていた。2010年シーズンはチーム史上初のリーグ戦優勝に貢献した。なおストイコビッチがベンチ入り停止となった試合（2012年8月現在、合計3試合）では監督代行を務めている。ストイコビッチの監督退任に伴い、2013年シーズン終了をもって名古屋を退団。
2014年1月1日からのマケドニア代表監督に就任したが、就任から11戦で2勝しか挙げられず、2015年4月に成績不振のため解任された。
2016年8月1日、名古屋にアシスタントコーチとして復帰する事が発表 。同年8月23日、小倉隆史監督兼GMの解任（発表では「休養」）に伴い監督に就任することが発表された（当初は「監督代行」と発表されたが後に「監督」に訂正されている）。一時は残留圏内に押し上げたが結局は16位でJ2降格となった。シーズン終了後に監督を退任した。
2018年1月9日、京都サンガF.C.のフィジカルコーチ兼コーチに就任した。2018年5月より京都の監督に就任した。11月18日、成績不振の責任を取って京都の監督を退任した。

## 代表歴

### 試合数
- 国際Aマッチ 11試合 3得点（1982年-1995年）[14]

| ユーゴスラビア代表 | 国際Aマッチ | 国際Aマッチ |
| 年                 | 出場        | 得点        |
| ------------------ | ----------- | ----------- |
| 1982               | 1           | 0           |
| 1983               | 0           | 0           |
| 1984               | 1           | 0           |
| 1985               | 0           | 0           |
| 1986               | 0           | 0           |
| 1987               | 0           | 0           |
| 1988               | 0           | 0           |
| 1999               | 2           | 0           |
| 通算               | 4           | 0           |

| マケドニア代表 | 国際Aマッチ | 国際Aマッチ |
| 年             | 出場        | 得点        |
| -------------- | ----------- | ----------- |
| 1994           | 5           | 3           |
| 1995           | 2           | 0           |
| 通算           | 7           | 3           |

## 指導歴
- 1995年-2001年  セルヴェットFC 育成部門コーチ、トップチームアシスタントコーチ
- 2001年-2002年  レッドスター・ベオグラード アシスタントコーチ
- 2002年  FKラドニチュキ・オブレノヴァツ 監督
- 2002年-2003年  FKラド・ベオグラード 監督
- 2007年-2008年  レッドスター・ベオグラード 監督
- 2008年-2013年  名古屋グランパス アシスタントコーチ
- 2013年-2015年  マケドニア代表 監督
- 2016年  名古屋グランパス アシスタントコーチ、監督
- 2018年  京都サンガF.C. フィジカルコーチ兼コーチ、監督
- 2021年  RFKグラフィチャル 監督、副会長
- 2022年  パラドゥ AC 監督

## タイトル

### 選手時代
レッドスター・ベオグラード
- ユーゴスラビア・プルヴァ・リーガ:4回（1979-80、1980-81、1983-84、1987-88）
- ユーゴスラビアカップ:2回（1981-82、1984-85）

セルヴェット
- スイス・スーパーリーグ:1回（1993-94）

### 監督時代
セルヴェット
- スイス・スーパーリーグ:1回（1998-99）

ラドニチュキ・オブレノヴァツ
- FRユーゴスラビア2部リーグ:1回（2001-02）

レッドスター・ベオグラード
- セルビア・スーペルリーガ:1回（2006-07）
- セルビア・カップ:1回（2006-07）